# Aufseß
Aufseß est une commune de Bavière (Allemagne), située dans l'arrondissement de Bayreuth, dans le district de Haute-Franconie.

## Géographie

### Quartiers
Aufseß, Dörnhof, Heckenhof, Hochstahl, Hundshof, Kobelsberg, Neuhaus, Oberaufseß, Sachsendorf, Zochenreuth.